# Margaretha
Margaretha – miasto oraz okrąg (ressorten) w dystrykcie Commewijne, w Surinamie. Według danych na rok 2012 miasto zamieszkiwało 756 osób, a gęstość zaludnienia wyniosła 3,9 os./km².

## Demografia
Ludność historyczna:
| Rok                           | 2004   | 2012   |
| ----------------------------- | ------ | ------ |
| Ludność                       | 781    | 756    |
| Gęstość zaludnienia os./km²   | 4,08   | 3,9    |
| Roczna zmiana liczby ludności | -0.40% | -0.40% |

## Klimat
Klimat jest tropikalny. Średnia temperatura powietrza wynosi 23°C. Najcieplejszym miesiącem jest październik (24°C), a najzimniejszym miesiącem jest czerwiec (22°C). Średnie opady wynoszą 2503 milimetrów rocznie. Najbardziej wilgotnym miesiącem jest maj (448 milimetrów deszczu), a najbardziej suchym miesiącem jest wrzesień (69 milimetrów deszczu).